# Lista de jogos transferíveis para PlayStation 3
Está é uma lista de jogos transferíveis para o console de videogame PlayStation 3 da Sony através da PlayStation Store.

## Jogos para PlayStation Network
Jogos para PlayStation 3 disponíveis somente como download através da PlayStation Store, por um preço menor que o jogos inteiro para revenda.
| Título                                                   | Desenvolvedor(es)                    | Lançamento inicial                  | América do Norte        | Europa                  | Japão                   | Troféus (confirmado) |
| -------------------------------------------------------- | ------------------------------------ | ----------------------------------- | ----------------------- | ----------------------- | ----------------------- | -------------------- |
| 1942: Joint Strike →                                     | Backbone Entertainment               | - EU/AN: 24 de julho de 2008        | 24 de julho de 2008     | 24 de julho de 2008     |                         | Não                  |
| 3D Ultra Minigolf Adventures 2                           | Sierra Online                        | —                                   | por anunciar            | por anunciar            |                         | Não                  |
| 3 on 3 NHL Arcade →                                      | EA Canada                            | - EU/AN: 5 de fevereiro de 2009     | 5 de fevereiro de 2009  | 5 de fevereiro de 2009  | 12 de fevereiro de 2009 | Sim                  |
| After Burner Climax                                      | Sega                                 | - JP: 21 de abril de 2010           | 22 de abril de 2010     | 22 de abril de 2010     | 21 de abril de 2010     | Sim                  |
| Afterfall: Insanity                                      | The Games Company                    | —                                   | por anunciar            | por anunciar            |                         | Sim                  |
| Age of Booty →                                           | Certain Affinity                     | - AN: 13 de novembro de 2008        | 13 de novembro de 2008  | 27 de novembro de 2008  |                         | Sim                  |
| Alien Breed: Impact →                                    | Team 17                              | —                                   | por anunciar            | por anunciar            |                         | Sim                  |
| Angel Love Online →                                      | Q Entertainment                      | - JP: 25 de setembro de 2008        | Não lançado             | Não lançado             | 25 de setembro de 2008  | Não                  |
| Aqua Panic!                                              | Eko                                  | - EU: 8 de abril de 2010            | por anunciar            | 8 de abril de 2010      |                         | Sim                  |
| Assault Heroes                                           | Wanako Studios                       | - AN: 28 de janeiro de 2010         | 28 de janeiro de 2010   | por anunciar            |                         | Sim                  |
| Astro Tripper →                                          | PomPom Games                         | - EU: 11 de dezembro de 2008        | 12 de março de 2009     | 11 de dezembro de 2008  |                         | Sim                  |
| Bad Dudes vs. Dragon Ninja                               | Snap Dragon                          | —                                   | por anunciar            | por anunciar            | por anunciar            | Não                  |
| Battlefield 1943 →                                       | EA Digital Illusions CE              | - EU/AN: 9 de julho de 2009         | 9 de julho de 2009      | 9 de julho de 2009      | 16 de julho de 2009     | Sim                  |
| Battle Tanks                                             | Gameloft                             | - EU: 27 de agosto de 2009          | 3 de setembro de 2009   | 27 de agosto de 2009    | 22 de abril de 2010     | Sim                  |
| Bejeweled 2 →                                            | PopCap Games                         | - AN: 29 de janeiro de 2009         | 29 de janeiro de 2009   | 14 de maio de 2009      |                         | Sim                  |
| Bionic Commando Rearmed →                                | GRIN/Capcom                          | - JP: 13 de agosto de 2008          | 14 de agosto de 2008    | 15 de agosto de 2008    | 13 de agosto de 2008    | Sim                  |
| Bionic Commando Rearmed 2                                | Fatshark/Capcom                      | —                                   | por anunciar            | por anunciar            | por anunciar            | Sim                  |
| Blacklight: Tango Down                                   | Ignition Entertainment               | —                                   | por anunciar            | por anunciar            | por anunciar            | Sim                  |
| Blade Kitten                                             | Krome Studios                        | —                                   | setembro de 2010        | por anunciar            | por anunciar            | Sim                  |
| Blast Factor →                                           | Bluepoint Games                      | - JP: 11 de novembro de 2006        | 17 de novembro de 2006  | 23 de março de 2007     | 11 de novembro de 2006  | Sim                  |
| Blue Toad Murder Files →                                 | Relentless Software                  | - EU: 17 de dezembro de 2009        | 25 de março de 2010     | 17 de dezembro de 2009  |                         | Sim                  |
| Bomberman Live: Battlefest                               | Hudson Soft                          | —                                   | por anunciar            | por anunciar            | por anunciar            | Sim                  |
| Bomberman Ultra →                                        | Hudson Soft                          | - AN: 11 de junho de 2009           | 11 de junho de 2009     | 7 de setembro de 2009   | 18 de junho de 2009     | Sim                  |
| Bonk: Brink of Extinction                                | Hudson Soft                          | —                                   | por anunciar            | por anunciar            | por anunciar            | Não                  |
| Braid →                                                  | Hothead Games                        | - AN: 12 de novembro de 2009        | 12 de novembro de 2009  | 17 de dezembro de 2009  | por anunciar            | Sim                  |
| Brain Challenge →                                        | Gameloft                             | - AN: 25 de novembro de 2008        | 25 de novembro de 2008  | 4 de dezembro de 2008   | 18 de dezembro de 2008  | Sim                  |
| Burn Zombie Burn →                                       | Doublesix                            | - EU/AN: 26 de março de 2009        | 26 de março de 2009     | 26 de março de 2009     |                         | Sim                  |
| Buzz! Junior: Dino Den →                                 | Cohort Studios                       | - EU: 10 de dezembro de 2009        | por anunciar            | 10 de dezembro de 2009  |                         | Sim                  |
| Buzz! Junior: Jungle Party →                             | Cohort Studios                       | - EU: 28 de agosto de 2008          | 12 de março de 2009     | 28 de agosto de 2008    |                         | Não                  |
| Buzz! Junior: Monster Rumble →                           | Cohort Studios                       | - EU: 3 de setembro de 2009         | 15 de outubro de 2009   | 3 de setembro de 2009   |                         | Sim                  |
| Buzz! Junior: Robo Jam →                                 | Cohort Studios                       | - EU: 14 de maio de 2009            | 9 de julho de 2009      | 14 de maio de 2009      |                         | Sim                  |
| California Games →                                       | Studio 3                             | —                                   | por anunciar            | por anunciar            |                         | Não                  |
| Calling All Cars! →                                      | Incognito Entertainment              | - AN: 10 de maio de 2007            | 10 de maio de 2007      | 22 de junho de 2007     | 25 de maio de 2007      | Não                  |
| Cash Guns Chaos →                                        | Sony Online Entertainment            | - AN: 17 de novembro de 2006        | 17 de novembro de 2006  |                         |                         | Não                  |
| Castle Crashers                                          | The Behemoth                         | —                                   | por anunciar            | por anunciar            |                         | Sim                  |
| Catan →                                                  | Game Republic                        | - JP: 18 de dezembro de 2008        | 15 de junho de 2010     | 12 de maio de 2010      | 18 de dezembro de 2008  | Sim                  |
| CellFactor: Psychokinetic Wars →                         | Immersion Games                      | - EU: 28 de maio de 2009            | 4 de junho de 2009      | 28 de maio de 2009      |                         | Sim                  |
| Championship Sprint →                                    | SOE                                  | - AN: 31 de maio de 2007            | 31 de maio de 2007      | 29 de junho de 2007     |                         | Não                  |
| Comet Crash →                                            | Pelfast                              | - AN: 2 de abril de 2009            | 2 de abril de 2009      | 8 de outubro de 2009    |                         | Sim                  |
| Command & Conquer: Red Alert 3 – Commander’s Challenge → | Electronic Arts                      | - EU: 17 de setembro de 2009        | 24 de setembro de 2009  | 17 de setembro de 2009  |                         | Sim                  |
| Crash Commando →                                         | EPOS Game Studios                    | - EU/AN: 18 de dezembro de 2008     | 18 de dezembro de 2008  | 18 de dezembro de 2008  |                         | Sim                  |
| Crazy Taxi                                               | Hitmaker                             | —                                   | por anunciar            | por anunciar            | por anunciar            | Sim                  |
| Critter Crunch →                                         | Capybara Games                       | - AN: 8 de outubro de 2009          | 8 de outubro de 2009    | 19 de novembro de 2009  |                         | Sim                  |
| Crystal Defenders →                                      | Square Enix                          | - JP: 11 de março de 2009           | 6 de agosto de 2009     | 23 de julho de 2009     | 11 de março de 2009     | Sim                  |
| Cuboid →                                                 | TikGames, Creat Studios              | - AN: 8 de janeiro de 2009          | 8 de janeiro de 2009    | 5 de fevereiro de 2009  |                         | Sim                  |
| Dark Mist →                                              | Game Republic                        | - JP: 8 de novembro de 2007         | Não lançado             | 15 de maio de 2008      | 8 de novembro de 2007   | Não                  |
| Days Of Thunder: NASCAR Edition                          | Paramount Digital Entertainment      | —                                   | por anunciar            | por anunciar            |                         | Sim                  |
| Deadliest Warrior                                        | Pipeworks Software                   | —                                   | por anunciar            |                         |                         | Não                  |
| Dead Nation                                              | Housemarque                          | —                                   | por anunciar            | por anunciar            |                         | Sim                  |
| Dead Space Ignition                                      | Sumo Digital, Visceral Games         | —                                   | por anunciar            | por anunciar            |                         | Sim                  |
| DeathSpank                                               | Hothead Games                        | —                                   | 13 de julho de 2010     | por anunciar            |                         | Sim                  |
| .detuned →                                               | .theprodukkt                         | - JP: 17 de setembro de 2009        | 15 de outubro de 2009   | 15 de outubro de 2009   | 17 de setembro de 2009  | Sim                  |
| Digger HD →                                              | Creat Studios                        | - AN: 1 de outubro de 2009          | 1 de outubro de 2009    | 8 de outubro de 2009    |                         | Sim                  |
| Diner Dash →                                             | Backbone Entertainment               | - AN: 24 de novembro de 2009        | 24 de novembro de 2009  | 14 de janeiro de 2010   | 14 de dezembro de 2009  | Sim                  |
| Dragon's Hoard                                           | Artech Studios                       | —                                   | por anunciar            | por anunciar            |                         | Não                  |
| Dream Chronicles                                         | Hudson Soft                          | —                                   | por anunciar            | por anunciar            | por anunciar            | Não                  |
| Droplitz →                                               | Blitz Arcade                         | - AN: 25 de junho de 2009           | 25 de junho de 2009     | 13 de agosto de 2009    |                         | Sim                  |
| Earthworm Jim HD                                         | Gameloft                             | —                                   | por anunciar            | por anunciar            | por anunciar            | Sim                  |
| Echochrome →                                             | SCE Japan Studio                     | - JP: 19 de março de 2008           | 1 de maio de 2008       | 10 de julho de 2008     | 19 de março de 2008     | Sim                  |
| Echochrome II                                            | SCE Japan Studio                     | —                                   | setembro de 2010        | setembro de 2010        | setembro de 2010        | Sim                  |
| Elefunk →                                                | 8bit Games                           | - JP: 10 de julho de 2008           | 17 de julho de 2008     | 17 de julho de 2008     | 10 de julho de 2008     | Não                  |
| Emergency Hospital →                                     | GameInvest                           | —                                   | por anunciar            | por anunciar            |                         | Não                  |
| Empire: Alpha Complex →                                  | Chair Entertainment                  | —                                   | por anunciar            | por anunciar            |                         | Não                  |
| Ender's Game: Battle Room →                              | Chair Entertainment                  | —                                   | por anunciar            | por anunciar            |                         | Não                  |
| Eufloria                                                 | Omni Creative                        | —                                   | por anunciar            | por anunciar            |                         | Não                  |
| Everyday Shooter →                                       | Queasy Games                         | - AN: 11 de outubro de 2007         | 11 de outubro de 2007   | 14 de fevereiro de 2008 | 15 de maio de 2008      | Não                  |
| Explodemon →                                             | Curve Studios                        | —                                   | por anunciar            | por anunciar            |                         | Não                  |
| Family Feud                                              | Ludia                                | - AN: 6 de julho de 2010            | 6 de julho de 2010      |                         |                         | Sim                  |
| Fatal Inertia EX →                                       | Koei Canada                          | - JP: 29 de maio de 2008            | 19 de junho de 2008     | 15 de julho de 2008     | 29 de maio de 2008      | Não                  |
| Fat Princess →                                           | Titan Studios                        | - EU/AN: 30 de julho de 2009        | 30 de julho de 2009 ?   | 30 de julho de 2009     | 25 de dezembro de 2009  | Sim                  |
| Feeding Frenzy →                                         | PopCap Games                         | —                                   | por anunciar            | por anunciar            |                         | Sim                  |
| Feeding Frenzy 2: Shipwreck Showdown                     | PopCap Games                         | - AN: 11 de março de 2010           | 11 de março de 2010     | 5 de maio de 2010       |                         | Sim                  |
| Feel Ski or Go! Sports Ski →                             | Yuke's                               | - JP: 28 de setembro de 2007        | 4 de outubro de 2007    | 1 de novembro de 2007   | 28 de setembro de 2007  | Não                  |
| Final Fight: Double Impact                               | Capcom                               | - EU/AN: 15 de abril de 2010        | 15 de abril de 2010     | 15 de abril de 2010     | por anunciar            | Sim                  |
| Flock! →                                                 | Proper Games                         | - EU/AN: 9 de abril de 2009         | 9 de abril de 2009      | 9 de abril de 2009      |                         | Sim                  |
| flOw →                                                   | thatgamecompany                      | - AN: 22 de fevereiro de 2007       | 22 de fevereiro de 2007 | 23 de março de 2007     | 11 de maio de 2007      | Sim                  |
| Flower →                                                 | thatgamecompany                      | - JP/EU/AN: 12 de fevereiro de 2009 | 12 de fevereiro de 2009 | 12 de fevereiro de 2009 | 12 de fevereiro de 2009 | Sim                  |
| Fret Nice                                                | Tecmo                                | - AN: 4 de fevereiro de 2010        | 4 de fevereiro de 2010  | 26 de maio de 2010      |                         | Sim                  |
| Frogger Returns                                          | Konami                               | - AN: 10 de dezembro de 2009        | 10 de dezembro de 2009  | 11 de fevereiro de 2010 | 15 de abril de 2010     | Sim                  |
| Gauntlet II →                                            | Sony Online Entertainment            | - AN: 3 de maio de 2007             | 3 de maio de 2007       | 29 de junho de 2007     |                         | Não                  |
| Geon →                                                   | Strawdog Studios                     | - AN: 25 de setembro de 2008        | 25 de setembro de 2008  | 2 de outubro de 2008    |                         | Sim                  |
| Go! Sudoku →                                             | Sumo Digital                         | - AN: 7 de dezembro de 2006         | 7 de dezembro de 2006   | 13 de abril de 2007     | 20 de dezembro de 2006  | Não                  |
| Go! Puzzle →                                             | Sumo Digital                         | - EU: 1 de junho de 2007            | 14 de junho de 2007     | 1 de junho de 2007      | 6 de setembro de 2007   | Não                  |
| Grand Theft Auto: Chinatown Wars HD                      | Rockstar Leeds                       | —                                   | por anunciar            | por anunciar            | por anunciar            | Sim                  |
| Gravity Crash                                            | Just Add Water                       | - EU/AN: 24 de novembro de 2009     | 24 de novembro de 2009  | 24 de novembro de 2009  | 24 de dezembro de 2009  | Sim                  |
| Greed Corp                                               | W!Games                              | - EU/AN: 25 de fevereiro de 2010    | 25 de fevereiro de 2010 | 25 de fevereiro de 2010 |                         | Sim                  |
| GripShift →                                              | Sidhe Interactive                    | - AN: 4 de janeiro de 2007          | 4 de janeiro de 2007    | 23 de março de 2007     |                         | Não                  |
| Groovin' Blocks                                          | Empty Clip Studios                   | - AN: 18 de março de 2010           | 18 de março de 2010     | 7 de julho de 2010      |                         | Sim                  |
| GTI Club+: Rally Côte d'Azur →                           | Sumo Digital                         | - EU: 4 de dezembro de 2008         | 15 de janeiro de 2009   | 4 de dezembro de 2008   | 25 de fevereiro de 2010 | Sim                  |
| GundeadliGne                                             | Rockin’ Android                      | - AN: 15 de junho de 2010           | 15 de junho de 2010     | por anunciar            | por anunciar            | Sim                  |
| Gundemonium Recollection                                 | Rockin’ Android                      | - AN: 15 de junho de 2010           | 15 de junho de 2010     | por anunciar            | por anunciar            | Sim                  |
| Gunstar Heroes →                                         | Treasure                             | - EU/AN: 11 de junho de 2009        | 11 de junho de 2009     | 11 de junho de 2009     |                         | Sim                  |
| Hamsterball                                              | TikGames                             | - AN: 25 de março de 2010           | 25 de março de 2010     | 22 de abril de 2010     |                         | Sim                  |
| Hard Corps: Uprising                                     | Arc System Works                     | —                                   | por anunciar            | por anunciar            | por anunciar            | Sim                  |
| Heavy Weapon →                                           | PopCap Games                         | - AN: 11 de junho de 2009           | 11 de junho de 2009     | 24 de setembro de 2009  |                         | Sim                  |
| High Stakes on the Vegas Strip: Poker Edition →          | Sony Online Entertainment            | - AN: 13 de setembro de 2007        | 13 de setembro de 2007  | 14 de dezembro de 2007  |                         | Sim                  |
| High Velocity Bowling →[ligação inativa]                 | Team Ramrod                          | - AN: 6 de dezembro de 2007         | 6 de dezembro de 2007   | 6 de maio de 2008       |                         | Sim                  |
| Hitogata Happa                                           | Rockin’ Android                      | - AN: 15 de junho de 2010           | 15 de junho de 2010     | por anunciar            | por anunciar            | Sim                  |
| HOARD                                                    | Big Sandwich Games                   | —                                   | setembro de 2010        | por anunciar            |                         | Sim                  |
| Hustle Kings →                                           | VooFoo Studios                       | - EU: 22 de dezembro de 2009        | 28 de janeiro de 2010   | 22 de dezembro de 2009  | 4 de fevereiro de 2010  | Sim                  |
| Hyperballoid HD →                                        | Alawar Entertainment, iSquared Games | - EU: 10 de dezembro de 2009        | 22 de abril de 2010     | 10 de dezembro de 2009  |                         | Sim                  |
| Inferno Pool →                                           | Dark Energy Digital                  | - EU: 28 de maio de 2009            | 29 de outubro de 2009   | 28 de maio de 2009      |                         | Sim                  |
| Interpol: The Trail of Dr. Chaos                         | TikGames                             | - EU: 10 de setembro de 2009        | 17 de setembro de 2009  | 10 de setembro de 2009  |                         | Sim                  |
| Invincible Tiger: The Legend of Han Tao →                | Namco Bandai                         | - AN: 27 de agosto de 2009          | 27 de agosto de 2009    | 19 de novembro de 2009  |                         | Sim                  |
| Jeopardy! →                                              | Sony Online Entertainment            | - AN: 11 de setembro de 2008        | 11 de setembro de 2008  |                         |                         | Não                  |
| Joe & Mac: Caveman Ninja                                 | Golgoth Studios                      | —                                   | por anunciar            | por anunciar            | por anunciar            | Não                  |
| Joe Danger                                               | Hello Games                          | - AN: 8 de junho de 2010            | 8 de junho de 2010      | 9 de junho de 2010      |                         | Sim                  |
| Journey                                                  | thatgamecompany                      | —                                   | 2011                    | 2011                    | por anunciar            | Não                  |
| Joust →                                                  | Sony Online Entertainment            | - AN: 24 de maio de 2007            | 24 de maio de 2007      | 15 de junho de 2007     |                         | Não                  |
| Kart Attack →                                            | Blimey! Games Ltd.                   | —                                   | por anunciar            | por anunciar            |                         | Não                  |
| Kick-Ass                                                 | Frozen Codebase                      | - AN: 29 de abril de 2010           | 29 de abril de 2010     | 5 de maio de 2010       |                         | Sim                  |
| Landit Bandit                                            | The Bearded Ladies                   | - EU: 23 de junho de 2010           | 13 de julho de 2010     | 23 de junho de 2010     |                         | Sim                  |
| Lara Croft and the Guardian of Light                     | Square Enix                          | —                                   | por anunciar            | por anunciar            | por anunciar            | Não                  |
| The Last Guy →                                           | SCE Japan Studio                     | - JP: 31 de julho de 2008           | 28 de agosto de 2008    | 28 de agosto de 2008    | 31 de julho de 2008     | Sim                  |
| Lead and Gold: Gangs of the Wild West                    | Fatshark                             | - EU: 22 de abril de 2010           | 4 de maio de 2010       | 22 de abril de 2010     |                         | Sim                  |
| Lemmings →                                               | Team 17                              | - JP: 1 de dezembro de 2006         | 7 de dezembro de 2006   | 23 de março de 2007     | 1 de dezembro de 2006   | Sim                  |
| Linger in Shadows →                                      | Plastic                              | - EU/AN: 9 de outubro de 2008       | 9 de outubro de 2008    | 9 de outubro de 2008    | 4 de dezembro de 2008   | Sim                  |
| LocoRoco Cocoreccho →                                    | SCE Japan Studio                     | - JP/EU/AN: 20 de setembro de 2007  | 20 de setembro de 2007  | 20 de setembro de 2007  | 20 de setembro de 2007  | Não                  |
| Lucha Fury                                               | Punchers Impact                      | —                                   | por anunciar            | por anunciar            |                         | Não                  |
| Lumines Supernova →                                      | Q Entertainment                      | - JP: 18 de dezembro de 2008        | 23 de dezembro de 2008  | 5 de fevereiro de 2009  | 18 de dezembro de 2008  | Sim                  |
| Madden NFL Arcade                                        | Electronic Arts                      | - AN: 24 de novembro de 2009        | 24 de novembro de 2009  | 26 de novembro de 2009  | 3 de dezembro de 2009   | Sim                  |
| Magic Orbz ?                                             | TikGames, Creat Studios              | - EU/AN: 15 de janeiro de 2009      | 15 de janeiro de 2009   | 15 de janeiro de 2009   |                         | Sim                  |
| Magic: The Gathering - Duels of the Planeswalkers        | Stainless Games                      | —                                   | por anunciar            | por anunciar            |                         | Sim                  |
| Mahjong Tales: Ancient Wisdom ?                          | TikGames, Creat Studios              | - EU: 24 de dezembro de 2008        | 8 de janeiro de 2009    | 24 de dezembro de 2008  |                         | Sim                  |
| Mainichi Issho ?                                         | SCE Japan Studio                     | - JP: 11 de novembro de 2006        | Não lançado             | Não lançado             | 11 de novembro de 2006  | Sim                  |
| Malicious                                                | Alvion                               | —                                   | por anunciar            | por anunciar            |                         | Não                  |
| Marvel vs. Capcom 2 ?                                    | Capcom                               | - JP/EU/AN: 13 de agosto de 2009    | 13 de agosto de 2009    | 13 de agosto de 2009    | 13 de agosto de 2009    | Sim                  |
| Matt Hazard: Blood Bath and Beyond                       | Vicious Cycle Software               | - EU/AN: 7 de janeiro de 2010       | 7 de janeiro de 2010    | 7 de janeiro de 2010    | 18 de fevereiro de 2010 | Sim                  |
| Mega Man 9 ?                                             | Inti Creates                         | - EU/AN: 25 de setembro de 2008     | 25 de setembro de 2008  | 25 de setembro de 2008  | 24 de junho de 2009     | Não                  |
| Mega Man 10                                              | Inti Creates                         | - JP: 9 de março de 2010            | 11 de março de 2010     | 11 de março de 2010     | 9 de março de 2010      | Sim                  |
| Metalocalypse: Dethgame                                  | Frozen Codebase                      | —                                   | por anunciar            | por anunciar            |                         | Sim                  |
| Might & Magic: Clash of Heroes                           | Capybara Games                       | —                                   | por anunciar            | por anunciar            |                         | Não                  |
| Military Madness: Nectaris ?                             | Backbone Entertainment               | - AN: 5 de novembro de 2009         | 5 de novembro de 2009   | 7 de janeiro de 2010    | 18 de novembro de 2009  | Sim                  |
| Monkey Island 2: LeChuck's Revenge: Special Edition ?    | LucasArts                            | - AN: 6 de julho de 2010            | 6 de julho de 2010      | 7 de julho de 2010      |                         | Sim                  |
| Mortal Kombat II ?                                       | Sony Online Entertainment            | - AN: 12 de abril de 2007           | 12 de abril de 2007     | 8 de junho de 2007      |                         | Não                  |
| Mushroom Wars ?                                          | Creat Studios                        | - EU/AN: 15 de outubro de 2009      | 15 de outubro de 2009   | 15 de outubro de 2009   |                         | Sim                  |

## Jogos para PlayStation 3
Jogos completos de PlayStation 3 disponíveis para transferência a partir da PlayStation Store. Normalmente, também disponíveis em Blu-ray Disc no varejo. Se compatível com troféus, estes jogos possuem um troféu de platina não encontrado em jogos para PlayStation Network listados acima.
| Título | Desenvolvedor(es)        | Lançamento inicial                 | América do Norte       | Europa                 | Japão                  | Troféus (confirmado) |
| --- | ------------------------ | ---------------------------------- | ---------------------- | ---------------------- | ---------------------- | -------------------- |
| Anarchy: Rush Hour | Gaijin Entertainment     | - AN: 25 de março de 2010          | 25 de março de 2010    | 5 de maio de 2010      |                        | Sim                  |
| BattleFantasia → | Arc System Works         | - AN: 22 de dezembro de 2009       | 22 de dezembro de 2009 | Não lançado            | Não lançado            | Sim                  |
| Burnout Paradise → | Criterion Games          | - JP/EU/AN: 25 de setembro de 2008 | 25 de setembro de 2008 | 25 de setembro de 2008 | 25 de setembro de 2008 | Sim                  |
| Call of Duty: Classic →                                                                                                 | Infinity Ward            | - EU/AN: 10 de novembro de 2009    | 10 de novembro de 2009 | 10 de novembro de 2009 |                        | Sim                  |
| Dead Space: Extraction                                                                                                  | Electronic Arts          | —                                  | por anunciar           | por anunciar           | por anunciar           | Sim                  |
| Death Track: Resurrection →                                                                                             | Gaijin Entertainment     | - EU: 2 de junho de 2010           | 8 de junho de 2010     | 2 de junho de 2010     |                        | Sim                  |
| Gran Turismo 5 Prologue →                                                                                               | Polyphony Digital        | - JP: 12 de dezembro de 2007       | 17 de abril de 2008    | 28 de março de 2008    | 12 de dezembro de 2007 | Não                  |
| Hail to the Chimp → | Wideload Games           | - EU: 10 de abril de 2009          | Não lançado            | 10 de abril de 2009    | Não lançado            | Não                  |
| Hasbro Family Game Night →                                                                                              | Electronic Arts          | - EU/AN: 29 de outubro de 2009     | 29 de outubro de 2009  | 29 de outubro de 2009  |                        | Sim                  |
| inFamous → | Sucker Punch Productions | - AN: 28 de junho de 2010          | 28 de junho de 2010    | 4 de agosto de 2010    | por anunciar           | Sim                  |
| LittleBigPlanet → | Media Molecule           | - EU: 29 de junho de 2010          | por anunciar           | 29 de junho de 2010    | por anunciar           | Sim                  |
| NFL Head Coach 09 → | EA Tiburon               | - AN: 4 de setembro de 2008        | 4 de setembro de 2008  | Não lançado            | Não lançado            | Não                  |
| Ratchet & Clank Future: Quest for Booty →                                                                               | Insomniac Games          | - EU/AN: 21 de agosto de 2008      | 21 de agosto de 2008   | 21 de agosto de 2008   | 22 de agosto de 2008   | Não                  |
| Record of Agarest War                                                                                                   | Aksys Games              | - AN: 29 de abril de 2010          | 29 de abril de 2010    | Não lançado            | Não lançado            | Sim                  |
| Resident Evil HD Remaster                                                                                               | Capcom                   | 27 de novembro de 2014             | 20 de janeiro de 2015  | 20 de janeiro de 2015  | 27 de novembro de 2014 | Sim                  |
| Resident Evil 0 HD Remaster                                                                                             | Capcom                   | 19 de janeiro de 2016              | 19 de janeiro de 2016  | 20 de janeiro de 2016  | 21 de janeiro de 2016  | Sim                  |
| Resident Evil 4 HD | Capcom                   | 20 de setembro de 2011             | 20 de setembro de 2011 | 21 de setembro de 2011 | 13 de março de 2012    | Sim                  |
| Resident Evil 5 | Capcom                   | 4 de outubro de 2011               | 4 de outubro de 2011   | 12 de outubro de 2011  | 29 de março de 2012    | Sim                  |
| Resident Evil 6 | Capcom                   | 2 de outubro de 2012               | 2 de outubro de 2012   | 2 de outubro de 2012   | 8 de janeiro de 2013   | Sim                  |
| Resident Evil Chronicles HD Collection (Resident Evil: The Umbrella Chronicles, Resident Evil: The Darkside Chronicles) | Capcom                   | 26 de junho de 2012                | 26 de junho de 2012    | 27 de junho de 2012    | 22 de janeiro de 2013  | Sim                  |
| Resident Evil Code: Veronica X HD                                                                                       | Capcom                   | 27 de setembro de 2011             | 27 de setembro de 2011 | 28 de setembro de 2011 | 13 de março de 2012    | Sim                  |
| Resident Evil: Operation Raccoon City                                                                                   | Slant Six Games / Capcom | 24 de julho de 2012                | 24 de julho de 2012    | 1 de agosto de 2012    | 30 de outubro de 2012  | Sim                  |
| Resident Evil: Revelations                                                                                              | Capcom                   | 21 de maio de 2013                 | 21 de maio de 2013     | 24 de maio de 2013     | 23 de maio de 2013     | Sim                  |
| Section 8 | TimeGate Studios         | - AN: 25 de março de 2010          | 25 de março de 2010    | 15 de abril de 2010    |                        | Sim                  |
| Siren: Blood Curse → | SCE Japan Studio         | - JP/EU/AN: 24 de julho de 2008    | 24 de julho de 2008    | 24 de julho de 2008    | 24 de julho de 2008    | Não                  |
| SOCOM: U.S. Navy SEALs Confrontation →                                                                                  | Slant Six Games          | - AN: 16 de outubro de 2008        | 16 de outubro de 2008  | 19 de março de 2009    | 30 de outubro de 2008  | Sim                  |
| Trine → | Frozenbyte               | - EU: 17 de setembro de 2009       | 22 de outubro de 2009  | 17 de setembro de 2009 | 31 de março de 2010    | Sim                  |
| Trine 2 | Frozenbyte               | —                                  | por anunciar           | por anunciar           | por anunciar           | Sim                  |
| Warhawk → | Incognito Entertainment  | - AN: 28 de agosto de 2007         | 28 de agosto de 2007   | 30 de agosto de 2007   | 4 de outubro de 2007   | Sim                  |
| Wipeout HD → | SCE Studio Liverpool     | - EU/AN: 25 de setembro de         | 25 de setembro de 2008 | 25 de setembro de 2008 | 29 de outubro de 2008  | Sim                  |
| World of Outlaws: Sprint Cars                                                                                           | Big Ant Studios          | - AN: 11 de maio de 2010           | 11 de maio de 2010     |                        |                        | Sim                  |

## Jogos para PlayStation Eye
Jogos transferíveis para PlayStation 3 somente executáveis com o PlayStation Eye.
| Título                       | Desenvolvedor(es)            | Lançamento inicial           | América do Norte       | Europa                 | Japão | Troféus (confirmado) |
| ---------------------------- | ---------------------------- | ---------------------------- | ---------------------- | ---------------------- | ----- | -------------------- |
| Aqua Vita →                  | SCE London Studio, Playlogic | - EU: 25 de outubro de 2007  | 20 de novembro de 2007 | 25 de outubro de 2007  |       | Não                  |
| EyeCreate →                  | SCE London Studio, Playlogic | - AN: 22 de outubro de 2007  | 22 de outubro de 2007  | 25 de outubro de 2007  |       | Não                  |
| Kung-Fu Live →               | Virtual Air Company          | —                            | por anunciar           |                        |       | Sim                  |
| Mesmerize: Distort →         | SCE London Studio            | - EU: 1 de novembro de 2007  | 20 de dezembro de 2007 | 1 de novembro de 2007  |       | Não                  |
| Mesmerize: Trace →           | SCE London Studio            | - EU: 15 de novembro de 2007 | 17 de janeiro de 2008  | 15 de novembro de 2007 |       | Não                  |
| Operation Creature Feature → | SCE London Studio            | - EU: 25 de outubro de 2007  | 20 de novembro de 2007 | 25 de outubro de 2007  |       | Não                  |
| The Trials of Topoq →        | SCE London Studio            | - EU: 25 de outubro de 2007  | 20 de dezembro de 2007 | 25 de outubro de 2007  |       | Não                  |
| Tori-Emaki →                 | SCE London Studio, Playlogic | - EU: 1 de novembro de 2007  | 17 de janeiro de 2008  | 1 de novembro de 2007  |       | Não                  |